# Yusuke Segawa
Yusuke Segawa (født 7. februar 1994) er en japansk fodboldspiller.
Han har spillet for flere forskellige klubber i sin karriere, herunder Thespakusatsu Gunma, Omiya Ardija og Kashiwa Reysol.